# Cría intensiva de animales

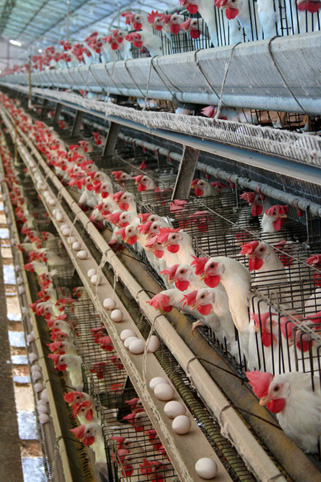
Gallinas ponedoras criadas en jaula, Sao Paulo, Brasil, 2007.
Dependiendo del tipo de crianza de las gallinas ponedoras los huevos tienen una identificación diferenciada. Según el Modelo Europeo de Producción los huevos pueden ser: de gallinas de producción ecológica, de gallinas camperas, de gallinas criadas en suelo y de gallinas criadas en jaulas.

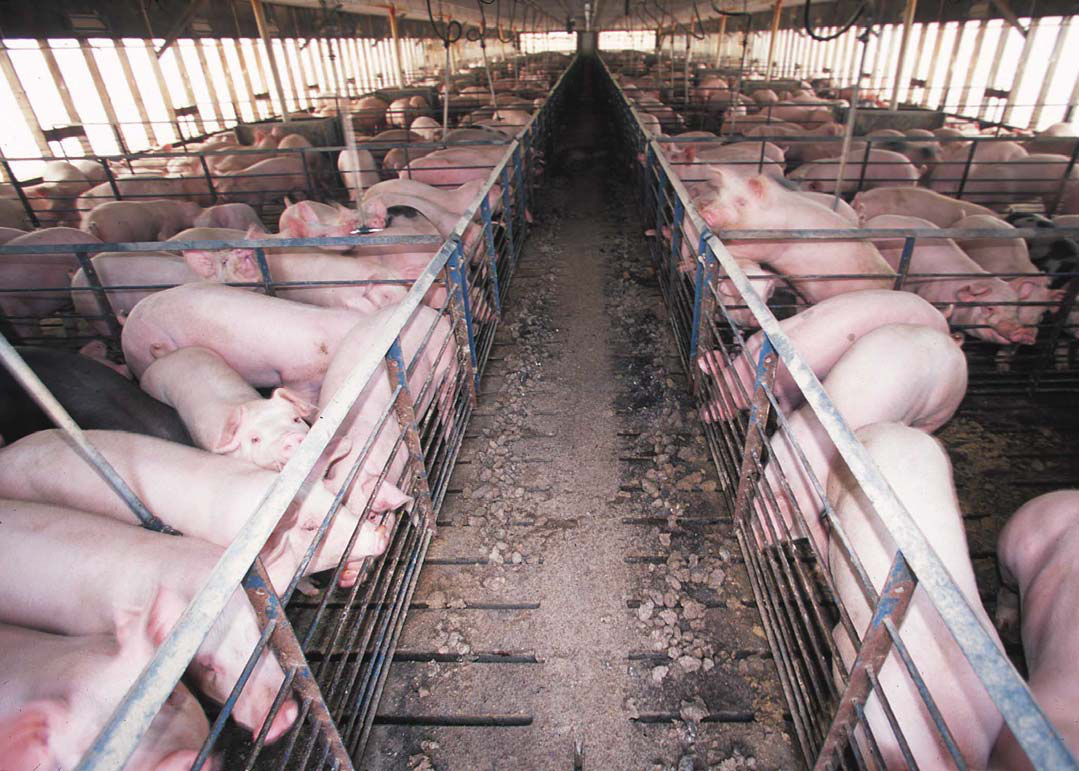
Interior de una nave para gestación de cerdas

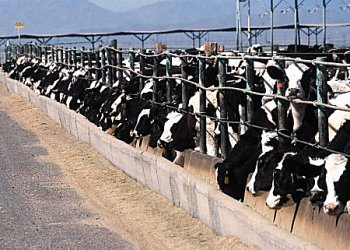
Vacas en una granja industrial en Estados Unidos.

La ganadería intensiva, ganadería industrial, macrogranjas o cría intensiva de animales es un tipo de cría de animales diseñado para maximizar la producción al tiempo que se minimizan los costos económicos. Para ello, las empresas agrícolas mantienen el ganado, ya sea vacuno, porcino, ovino, aves de corral o peces -piscifactorías-, con una alta densidad de población, a gran escala y utilizando maquinaria moderna y biotecnología para su comercio a escala mundial. Los principales productos de esta industria son la carne, la leche y los huevos para el consumo humano.
La cría intensiva de animales, y en especial las denominadas macrogranjas, son objeto de polémica y discusión sobre sus aspectos éticos, sociales y medioambientales. Estos incluyen la eficiencia en la producción de alimentos, el bienestar de los animales, los riesgos para la salud, o el impacto ambiental (tanto por la contaminación agrícola como por su contribución al cambio climático).
Frente a la práctica de la cría intensiva, predominante hoy en día en la industria agroalimentaria, se contrapone la tradicional ganadería extensiva o pastoreo, y más recientemente dentro de esta última la conocida como ganadería ecológica.

## Historia
La cría intensiva de animales es un desarrollo relativamente reciente en la historia de la agricultura, y es el resultado de los descubrimientos científicos y los avances tecnológicos. Las innovaciones de finales del siglo XIX generalmente se han desarrollado de forma paralela a la producción en masa en otras industrias en la última parte de la revolución industrial. El descubrimiento de vitaminas y su papel en la nutrición animal, en las dos primeras décadas del siglo XX, condujo a los suplementos vitamínicos, que permitieron criar pollos en interiores. El descubrimiento de antibióticos y vacunas facilitó la cría de ganado en mayor número al reducir las enfermedades. Los productos químicos desarrollados para su uso en la Segunda Guerra Mundial dieron lugar a plaguicidas sintéticos. Los avances en las redes y la tecnología de transporte han hecho posible la distribución a larga distancia de los productos agrícolas.
La producción agrícola en todo el mundo se duplicó cuatro veces entre 1820 y 1975 (1820 a 1920; 1920 a 1950; 1950 a 1965; y 1965 a 1975) para alimentar a una población mundial de mil millones de seres humanos en 1800 y 6500 millones en 2002.: 29  Durante el mismo período, el número de personas que se dedicaban a la agricultura disminuyó a medida que el proceso se fue automatizando. En la década de 1930, el 24 por ciento de la población estadounidense trabajaba en la agricultura, en comparación con el 1,5 por ciento en 2002; en 1940, cada trabajador agrícola abastecía a 11 consumidores, mientras que en 2002, cada trabajador abastecía a 90 consumidores.: 29 
La era de la ganadería industrial en Gran Bretaña comenzó en 1947 cuando una nueva Ley de Agricultura concedió subvenciones a los agricultores para fomentar una mayor producción mediante la introducción de nuevas tecnologías, con el fin de reducir la dependencia de Gran Bretaña de la carne importada. Las Naciones Unidas escribía que "la intensificación de la producción animal fue vista como una forma de proporcionar seguridad alimentaria." En 1966, los Estados Unidos, el Reino Unido y otras naciones industrializadas, comenzaron la cría industrial de ganado vacuno y lechero y cerdos domésticos. Desde su corazón americano y de Europa Occidental, la cría intensiva de animales se globalizó en los últimos años del siglo XX y sigue expandiéndose y reemplazando las prácticas tradicionales de cría de ganado en un número cada vez mayor de países. En 1990 la ganadería intensiva representaba el 30% de la producción mundial de carne y en 2005 esta cifra había aumentado al 40%.

## Tipos
Las granjas intensivas albergan un gran número de animales, típicamente vacas, cerdos, pavos o pollos, a menudo en interiores, y normalmente en altas densidades. El objetivo es producir grandes cantidades de carne, huevos o leche al menor costo posible. Los alimentos se suministran en el lugar. Los métodos empleados para mantener la salud y mejorar la producción pueden incluir el uso de desinfectantes, agentes antimicrobianos, antihelmínticos, hormonas y vacunas; suplementos de proteínas, minerales y vitaminas; inspecciones sanitarias frecuentes; bioseguridad; e instalaciones con control climático. Se utilizan restricciones físicas, por ejemplo, vallas, para controlar los movimientos o las acciones consideradas indeseables.Se utilizan programas de cría para producir animales más adaptados a las condiciones de confinamiento y capaces de proporcionar un producto alimenticio consistente.
La producción intensiva de ganado y aves de corral está muy extendida en los países desarrollados. Para 2002-2003, la FAO estimó que la producción industrial como porcentaje de la producción mundial fue del 7 por ciento en el caso de la carne de vacuno, del 0,8 por ciento en el de la carne de ovino y caprino, del 42 por ciento en el de la carne de cerdo y del 67 por ciento en el de la carne de aves de corral. Se estimó que la producción industrial representaba el 39% de la suma de la producción mundial de esas carnes y el 50% de la producción total de huevos. En EE. UU., según su Consejo Nacional de Productores de Cerdo, 80 millones de sus 95 millones de cerdos sacrificados cada año se crían en entornos industriales.: 29 

### Pollos

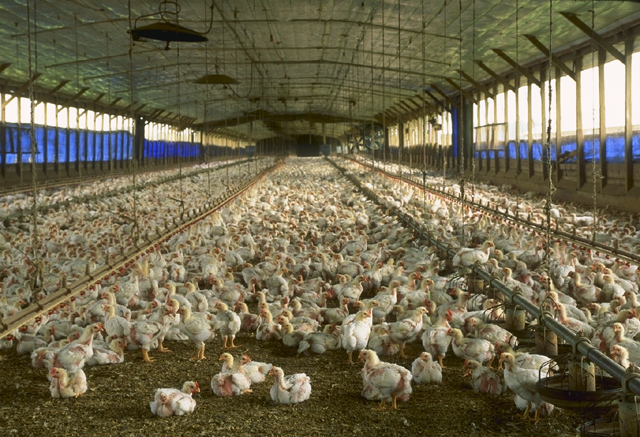
Factoría comercial de pollos con pollitas de engorde para carne

El mayor hito en la producción avícola del siglo XX fue el descubrimiento de la vitamina D, que permitió mantener a los pollos en confinamiento durante todo el año. Antes de esto, los pollos no crecían durante el invierno (debido a la falta de luz solar), y la producción de huevos, la incubación y la producción de carne fuera de temporada eran muy difíciles, lo que hacía que las aves de corral fueran una propuesta estacional y costosa. La producción durante todo el año redujo los costos, especialmente para los pollos de engorde.
Al mismo tiempo, la producción de huevos se incrementó gracias a la reproducción científica. Después de algunos malos comienzos, (como el fracaso de la Estación Experimental de Maine en mejorar la producción de huevos) el éxito fue demostrado por el profesor Dryden en la Estación Experimental de Oregón.
Las mejoras en la producción y la calidad fueron acompañadas de menores requerimientos de mano de obra. En los años 30 hasta principios de los 50, 1.500 gallinas proporcionaban un trabajo a tiempo completo para una familia de avicultores en América. A finales de los años 50, los precios de los huevos habían caído tan drásticamente que los granjeros normalmente triplicaban el número de gallinas que criaban, poniendo tres gallinas en lo que había sido una jaula de una sola ave o convirtiendo sus gallineros de un solo piso en gallineros de tres pisos. No mucho después de esto, los precios cayeron aún más y un gran número de granjeros dedicados a la producción de huevos abandonaron el negocio. Esta caída de la rentabilidad fue acompañada de una caída general de los precios al consumidor, lo que permitió que las aves de corral y los huevos perdieran su condición de alimentos de lujo.
Robert Plamondon informa que la última granja familiar de pollos en Oregón, Rex Farms, tenía 30.000 gallinas ponedoras y sobrevivió hasta los años 90. Sin embargo, el gallinero estándar de los actuales granjeros era de alrededor de 125.000 gallinas.
La integración vertical de las industrias de huevos y aves de corral fue un desarrollo tardío, que ocurrió después de todos los grandes cambios tecnológicos que se habían producido durante años (incluyendo el desarrollo de técnicas modernas de cría de pollos, la adopción de la raza Broiler de pollos de engorde, el uso de jaulas de puesta, etc.).
A finales de la década de 1950, la producción avícola había cambiado drásticamente. Las grandes granjas podían criar decenas de miles de aves. Los pollos podían ser enviados al matadero para su procesamiento en productos comerciales preenvasados para ser congelados o enviados frescos a los mercados o mayoristas. Los pollos de tipo para carne crecen actualmente hasta alcanzar el peso de mercado en seis o siete semanas, mientras que hace sólo cincuenta años tardaban tres veces más. Esto se debe a la selección genética y a las modificaciones nutricionales (pero no al uso de hormonas de crecimiento, que son ilegales para su uso en aves de corral en los EE. UU. y muchos otros países y no tienen ningún efecto).  Antiguamente la carne se consumía sólo ocasionalmente, la gran disponibilidad y el menor costo han hecho del pollo un producto de carne común en las naciones desarrolladas. La creciente preocupación por el contenido de colesterol de la carne roja en los años 80 y 90 dio lugar a un mayor consumo de pollo.
Hoy en día, los huevos se producen en grandes granjas de producción de huevos en las que los parámetros ambientales están bien controlados. Las gallinas son expuestas a ciclos de luz artificial para estimular la producción de huevos durante todo el año. Además, la muda forzada o inducida se practica habitualmente en los EE. UU., consiste en la manipulación de la luz y el acceso a los alimentos para desencadenar la muda, con el fin de aumentar el tamaño de los huevos y la producción después de pasada esta fase. La muda forzada es controvertida, y está prohibida en la UE.
En promedio, una gallina pone un huevo al día, pero no todos los días del año. Esto varía según la raza y la época del año. En 1900, la producción media de huevos era de 83 huevos por gallina al año. En el 2000, era más de 300. En los Estados Unidos, las gallinas ponedoras son enviadas al matadero después de su segunda temporada de puesta de huevos. En Europa, generalmente son enviadas al matadero después de una sola temporada. El período de puesta comienza cuando la gallina tiene alrededor de 18 a 20 semanas de edad (dependiendo de la raza y la temporada). Los machos de las razas especializadas en la puesta de huevos tienen poco valor comercial a cualquier edad, y todos los que no se utilizan para la cría (aproximadamente el cincuenta por ciento de todos los pollitos para la puesta de huevos ) son sacrificados poco después de la eclosión. Las gallinas viejas también tienen poco valor comercial. Así, las principales fuentes de carne de ave de hace 100 años (pollos de primavera y gallinas de guisar) han sido completamente suplantadas por pollos de carne tipo asador.

### Cerdos

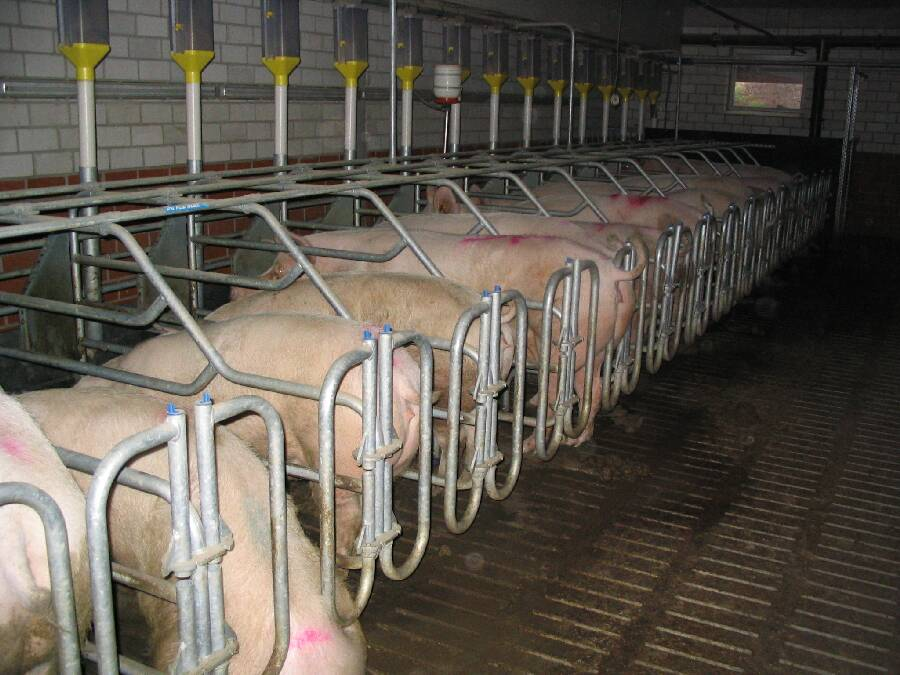
Cerdos confinados en una granja intensiva

La granja intensiva de cerdos es un tipo de lo que en América se llama una "operación concentrada de alimentación animal" (OCAA), especializada en la cría de cerdo doméstico desde el nacimiento hasta el sacrificio. En este sistema, los cerdos de engorde se alojan en el interior en cobertizos y en grupos, mientras que las cerdas preñadas son confinadas en establos para cerdas (jaula de gestación) y pare en la jaula de partos.
El usar establos para cerdas es debido a los menores costos de producción y a las preocupaciones concomitantes de bienestar animal. Muchos de los mayores productores de cerdos del mundo (como Estados Unidos y Canadá) utilizan compartimentos para cerdas, pero algunas naciones (como el Reino Unido) y estados de EE. UU. (como Florida y Arizona) las han prohibido.
Las granjas intensivas son generalmente grandes edificios como almacenes. Los establos interiores permiten controlar el estado de los cerdos, asegurando un mínimo de muertes y un aumento de la productividad. Los edificios están ventilados y su temperatura regulada. La mayoría de las variedades de cerdos domésticos sufren de estrés por el calor, y todos los cerdos carecen de glándulas sudoríparas y no pueden refrescarse. Los cerdos tienen una tolerancia limitada a las altas temperaturas y el estrés por calor puede llevarlos a la muerte. Mantener una temperatura más específica dentro del rango de tolerancia de los cerdos también maximiza el crecimiento y la relación crecimiento/alimentación. En una granja intensiva los cerdos no pueden darse un revolcón en el barro, que es su mecanismo natural para refrescarse. En las explotaciones intensivas se controla la temperatura de los cerdos mediante sistemas de ventilación o de agua por goteo (dejando caer agua para enfriar el lugar).
Los cerdos son omnívoros por naturaleza y generalmente se alimentan de una combinación de granos y fuentes de proteínas (soja, o harina de carne y hueso). Las grandes granjas de cerdos intensivas pueden estar rodeadas de tierras de cultivo en las que se cultivan cereales forrajeros. Alternativamente, las granjas dependen de la industria de los cereales. El alimento para cerdos puede comprarse envasado o puede ser mezclado en el lugar. El sistema de criaderos intensivos, en el que los cerdos están confinados en puestos individuales, permite que a cada cerdo se le asigne una porción de alimento. El sistema de alimentación individual también facilita la medicación individual de los cerdos a través del alimento. Esto tiene más importancia en los métodos de cría intensiva, ya que la proximidad a otros animales permite que las enfermedades se propaguen más rápidamente. Para prevenir la propagación de la enfermedad y fomentar el crecimiento, se administran preventivamente programas de medicamentos como antibióticos, vitaminas, hormonas y otros suplementos.
Los sistemas interiores son sistemas "secos" (sin paja en el suelo) y permiten la fácil recogida de residuos. En una granja intensiva de cerdos en interior, el estiércol puede ser manejado a través de un sistema de lagunas u otro sistema de gestión de residuos. Sin embargo, el olor sigue siendo un problema difícil de gestionar.
La forma en que se alojan los animales en los sistemas intensivos varía. Las cerdas reproductoras pasan la mayor parte del tiempo en los establos de las cerdas durante la preñez o en las jaulas de parto, con sus camadas.
Los lechones suelen recibir diversos tratamientos, como la castración, el corte de la cola para reducir la mordedura de la misma, el recorte de dientes (para reducir las lesiones en los pezones de la madre, la enfermedad de las encías y evitar el posterior crecimiento de los colmillos) y el recorte de las orejas para facilitar la identificación. Los tratamientos suelen realizarse sin analgésicos. Los débiles pueden ser eliminados poco después del nacimiento.
Los lechones también suelen ser destetados y retirados de las cerdas entre las dos y cinco semanas de edad y colocados en cobertizos. Sin embargo, los cerdos de crecimiento, que constituyen el grueso de la granja, suelen ser alojados en alojamientos interiores alternativos, como naves para grupos. Durante la preñez, se prefiere el uso de una nave ya que facilita el manejo de la alimentación y el control del crecimiento. También previene las agresiones de los cerdos (por ejemplo, morderse la cola, morderse las orejas, morderse la vulva, robar comida). Las naves para grupos suelen requerir una mayor capacidad de manejo.  Estas naves no suelen contener paja u otro material en el suelo. Alternativamente, un cobertizo con paja en el suelo puede albergar a un grupo más grande en grupos de edades diferentes.

### Vacas

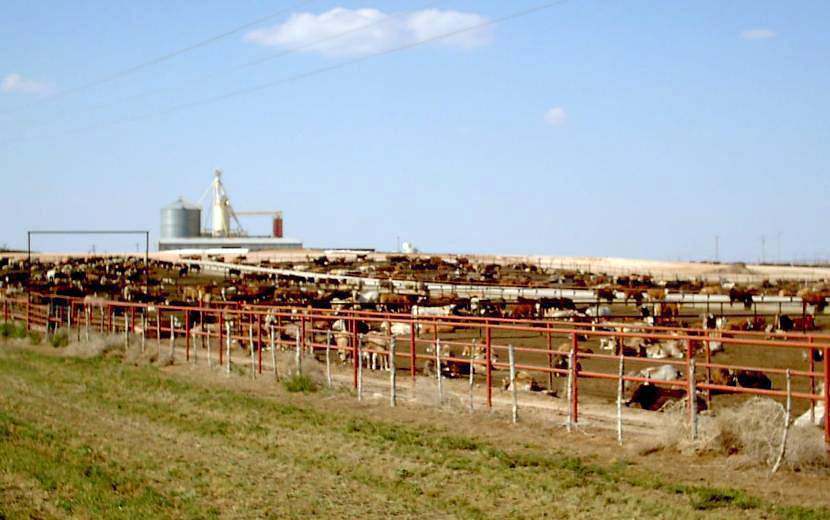
Ganado de carne en un corral de engorde en el Panhandle de Texas. Tal confinamiento crea más trabajo para el ganadero pero permite que los animales crezcan rápidamente.

Las vacas se crían como ganado para carne (llamada carne de vacuno), para la obtención de productos lácteos (leche) y también de cuero. En 2009-2010 se estima que había 1,3-1,4 mil millones de cabezas de ganado en el mundo.
La cría de ganado vacuno implica la alimentación diaria, la limpieza y el ordeño. Muchas de las prácticas rutinarias de cría implican la marcación de las orejas, el descornado, las operaciones médicas, las vacunaciones y el cuidado de las pezuñas,
Una vez que el ganado obtiene un peso de unos 290 kg, se transfiere del campo a un corral de engorde para ser alimentado con un pienso especializado que consiste en subproductos de maíz (derivados de la producción de etanol), cebada y otros granos, así como harina de alfalfa y de semillas de algodón. El pienso también contiene premezclas compuestas de microingredientes como vitaminas, minerales, conservantes químicos, antibióticos, productos de fermentación y otros ingredientes esenciales que se compran a las empresas de premezclas, normalmente en forma de sacos, para su mezcla en las raciones comerciales. Debido a la disponibilidad de estos productos, un agricultor que utilice su propio grano puede formular sus propias raciones y tener la seguridad de que los animales están obteniendo los niveles recomendados de minerales y vitaminas.
Hay muchos impactos potenciales en la salud humana debido al moderno sistema de ganadería industrial. Hay preocupaciones en torno a los antibióticos y las hormonas de crecimiento utilizadas, el aumento de la contaminación por "E. coli", el mayor contenido de grasa saturada en la carne debido a la alimentación, y también las preocupaciones ambientales. En 2010, en los EE. UU. 766.350 productores participan en la cría de carne de vacuno. La industria de la carne de vacuno está segmentada con la mayoría de los productores que participan en la cría de terneros de carne de vacuno. Los terneros de carne se crían generalmente en pequeños rebaños, con más del 90% de los rebaños con menos de 100 cabezas de ganado. Menos productores participan en la fase de acabado que a menudo se produce en un feedlot, pero no obstante hay 82.170 feedlots en los Estados Unidos.
En 2010, en los EE. UU. había 766.350 productores criando ganado vacuno. La industria de la carne de vacuno está segmentada con la mayoría de los productores que participan en la cría de terneros de carne de vacuno. Los terneros de carne se crían generalmente en pequeños rebaños, con más del 90% de los rebaños con menos de 100 cabezas de ganado. Son menos los productores que participan en la fase final de la cadena que a menudo se produce en un feedlot, pero no obstante hay 82.170 feedlots en los Estados Unidos.

## Acuicultura

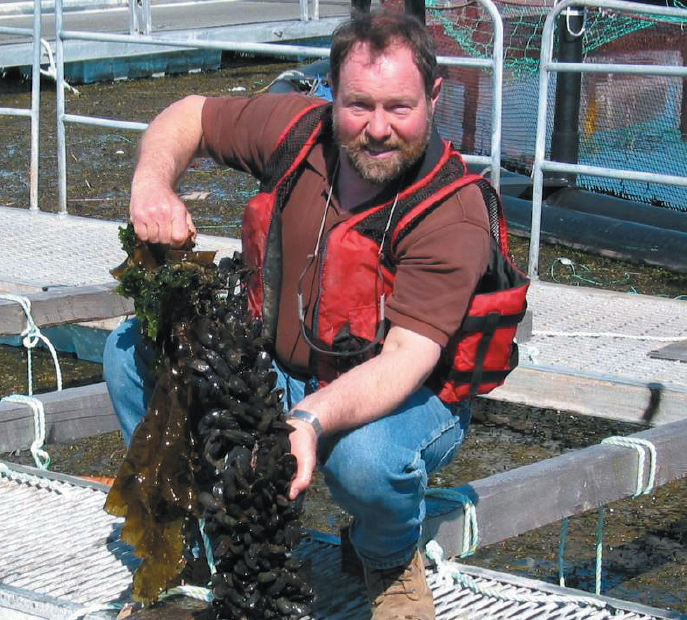
Mejillones azules cultivados en la Bahía de Fundy, Canadá

La acuicultura multitrófica integrada, también llamada acuicultura integrada, es una práctica en la que los subproductos (desechos) de una especie se reciclan para convertirse en insumos (fertilizantes, alimento) para otra, haciendo acuicultura intensiva. La acuicultura con alimentación  (por ejemplo, de peces y camarones) se combina con la acuicultura extractiva inorgánica (por ejemplo, algas) y orgánica (por ejemplo, mariscos) para crear sistemas equilibrados de sostenibilidad ambiental (biomitigación), estabilidad económica (diversificación de productos y reducción de riesgos) y aceptabilidad social (mejores prácticas de gestión).
El sistema es multitrófico, ya que utiliza especies de diferente nivel trófico o nivel nutricional, a diferencia de la acuicultura tradicional.
Lo ideal es que los procesos biológicos y químicos de dicho sistema estén equilibrados. Esto se logra mediante la adecuada selección y proporción de las diferentes especies que proporcionan diferentes funciones al ecosistema. Las especies cocultivadas no deberán ser sólo biofiltros, sino cultivos cosechables de valor comercial. Un sistema de acuicultura multitrófica integrada en funcionamiento debería dar lugar a una mayor producción para el sistema general, basada en los beneficios mutuos para las especies cocultivadas y en una mejor salud del ecosistema, incluso si la producción individual de algunas de las especies es menor en comparación con lo que podría alcanzarse en las prácticas de monocultivo a corto plazo.

## Regulación de la ganadería intensiva
En varias jurisdicciones, la producción animal intensiva de algunos tipos está sujeta a la reglamentación para la protección del medio ambiente.

### Australia
En 2012 la mayor cadena de supermercados de Australia, Coles, anunció que a partir del 1 de enero de 2013 dejará de vender carne de cerdo de marca de la empresa y huevos de animales criados en granjas industriales. La otra cadena de supermercados dominante en el país, Woolworths, ya ha comenzado a eliminar gradualmente los productos de animales criados en granjas industriales. Todos los huevos de la marca Woolworths son ahora de gallinas criadas en libertad, y para mediados de 2013 toda su carne de cerdo provendrá de granjas sin establos.

### Canadá
En Canadá, las operaciones de ganadería intensiva están sujetas a la regulación provincial, con definiciones de entidades reguladas que varían entre las provincias. Entre los ejemplos figuran las operaciones de ganadería intensiva (Saskatchewan), las operaciones de alimentación confinada (Alberta), los corrales de engorde (Columbia Británica), las zonas de confinamiento permanente al aire libre de alta densidad (Ontario) y los corrales de engorde (Manitoba). En el Canadá, la producción animal intensiva, al igual que otros sectores agrícolas, también está sujeta a otros requisitos federales y provinciales.

### Europa
En Europa existe regulación para la emisión de contaminantes, en concreto la Directiva 91/676/CEE de 1991 sobre contaminación de las aguas por nitratos procedente de la agricultura y la ganadería. El límite de concentración de nitratos en el agua potable es e 50 mg/l.
En España varias regiones están afectadas por la contaminación con numerosas localidades que superan ese límite, en concreto en la Comunidad de Castilla y León, y a pesar de que el 31,3 % de los pueblos en esta comunidad supera este límite, las autoridades regionales autorizaron la instalación de catorce proyectos de macrogranjas porcinas en el año de 2020. En España el Gobierno de la Región de Murcia ignoró varios avisos sobre la contaminación producida por las macrogranjas y la grave contaminación del Mar Menor.

### Estados Unidos
En los Estados Unidos, una "operación concentrada de alimentación animal"  (OCAA) que descargue o proponga descargar residuos requiere un permiso y la aplicación de un plan de gestión de los nutrientes del estiércol, los contaminantes, las aguas residuales, etc, según corresponda, para cumplir los requisitos de la "Ley federal de agua limpia". Se dispone de algunos datos sobre el cumplimiento y la aplicación de los reglamentos. En 2000, la Agencia de Protección Ambiental de los Estados Unidos publicó datos de 5 años y 1 año sobre el comportamiento ambiental de 32 industrias, y los datos para la industria ganadera se derivan principalmente de las inspecciones de estas granjas.
Los datos se refieren a las inspecciones y la aplicación de la ley, principalmente en el marco de la Ley de agua limpia, pero también en el marco de la Ley de aire limpio y la Ley de conservación y recuperación de recursos.  De las 32 industrias, la producción ganadera estuvo entre las siete primeras en cuanto a desempeño ambiental durante el período de cinco años, y fue una de las dos primeras en el último año de ese período, en el que el buen desempeño ambiental se indica por una baja proporción de denuncias de aplicación de la ley e inspecciones. Los coeficientes de cinco años y del último año de aplicación de la ley/inspecciones para la industria ganadera fueron de 0,05 y 0,01, respectivamente.  También en el último año, la industria ganadera fue una de las dos líderes entre las 32 industrias en términos de tener el porcentaje más bajo de instalaciones con violaciones.
En los Estados Unidos, los animales de granja están excluidos en la mitad de las leyes estatales de crueldad con los animales, incluyendo la ley federal la Ley de Bienestar Animal. La ley de 28 horas, promulgada en 1873 y enmendada en 1994, establece que cuando se transportan animales para su sacrificio, el vehículo debe detenerse cada 28 horas y se debe dejar salir a los animales para que hagan ejercicio, se alimenten y beban. El Departamento de Agricultura de los Estados Unidos afirma que la ley no se aplica a las aves. La Ley de Sacrificio Humanitario está igualmente limitada. Aprobada originalmente en 1958, la Ley exige que el ganado sea aturdido hasta quedar inconsciente antes del sacrificio. Esta Ley también excluye a las aves, que constituyen más del 90 por ciento de los animales sacrificados para la alimentación, así como a conejos y peces. Los estados individuales tienen todos sus propios estatutos de crueldad animal; sin embargo, muchos estados tienen una disposición para eximir las prácticas agrícolas estándar.
En los Estados Unidos se intenta regular las granjas de la manera más realista posible. La forma más fácil de regular eficazmente a la mayoría de los animales de cría con un número limitado de recursos y tiempo es regular las grandes granjas. En el Estado de Nueva York muchas de las granjas de animales no se consideran "operación concentrada de alimentación animal" (OCAA) , ya que tienen menos de 300 vacas. Estas granjas no están reguladas al nivel que lo están las "operación concentrada de alimentación animal"(OCAA)  . Esto puede conducir a la contaminación y a la lixiviación de nutrientes. El sitio web de la EPA ilustra la escala de este problema diciendo que en la cuenca de la Bahía del Estado de Nueva York hay 247 "granjas de animales" y sólo 68 de ellas son OCAAs autorizados, Este es un tema que se debe tratar ya que las regulaciones de las granjas que no son OCAA son mucho menos estrictas, si es que las hay.
En febrero de 2009 el Departamento de Agricultura de los Estados Unidos propuso un plan de acción denominado Utilización de estiércol y otros subproductos agrícolas e industriales. El objetivo de este programa es proteger el medio ambiente y la salud humana y animal mediante el uso de estiércol de una manera segura y eficaz. Para que esto suceda, se deben realizar varias acciones que incluyen:
- Mejorar la utilidad de los nutrientes del estiércol a través de una gestión y una nutrición animal más eficaces
- Maximizar el valor del estiércol mediante la mejora de las opciones de recogida, almacenamiento y tratamiento
- Utilización del estiércol en sistemas agrícolas integrados para mejorar la rentabilidad y proteger la calidad del suelo, el agua y el aire
- Uso del estiércol y otros subproductos agrícolas como fuente de energía renovable

## Controversias y críticas
Los defensores de la agricultura industrial afirman que la agricultura industrial ha llevado al mejoramiento de la vivienda, la nutrición y el control de enfermedades en los últimos veinte años, mientras que los oponentes afirman que daña la vida salvaje y el medio ambiente, crea riesgos para la salud, abusa de los animales, y plantea cuestiones éticas.
Hay diferencias en todo el mundo en cuanto a qué prácticas son aceptadas y continúa habiendo cambios en las regulaciones, siendo el bienestar animal un fuerte impulsor para una mayor regulación. Por ejemplo, la UE introdujo el año 2010 regulaciones para establecer densidades máximas de población para los pollos de carne. Refiriéndose a esta normativa, el ministro de Bienestar Animal del Reino Unido comentó, "El bienestar de los pollos de carne es una preocupación importante para las personas en toda la Unión Europea. Este acuerdo envía un fuerte mensaje al resto del mundo de que nos preocupamos por el bienestar de los animales."
La cría en granjas industriales es muy debatida en toda Australia, y muchas personas están en desacuerdo con los métodos y formas en que son tratados los animales de las granjas industriales. Los animales están a menudo bajo estrés por estar en espacios confinados y se atacan unos a otros. En un esfuerzo por prevenir lesiones que conduzcan a infecciones, se les corta el pico, la cola y los dientes. Muchos lechones mueren de shock cuando se les quitan los dientes y la cola, porque en estas operaciones no se utilizan medicamentos para el dolor. Las granjas industriales tratan de ganar espacio, con animales como los pollos que se mantienen en espacios más pequeños que una página A4.
Por ejemplo, en EE. UU. entre el 60 y 70 por ciento de seis millones de cerdas reproductoras están confinadas durante la preñez, y durante la mayor parte de su vida adulta, en un espacio de 2,3 m por 0,8 m de una jaula de gestación.
Según los productores de carne de cerdo y muchos veterinarios, las cerdas lucharán entre ellas si son alojadas en corrales. El mayor productor de carne de cerdo en los Estados Unidos dijo en enero de 2007 que se eliminarían progresivamente las jaulas de gestación para el 2017. Se han ido eliminando progresivamente en la Unión Europea, con una prohibición que entró en vigor en 2013 después de la cuarta semana de embarazo. Con la evolución de la ganadería industrial, ha habido una creciente conciencia de los problemas entre el público en general, no sólo debido a los esfuerzos de los defensores de los derechos y el bienestar de los animales. Como resultado, las jaulas de gestación, una de las prácticas más polémicas, son objeto de leyes en los EE. UU., Europa y en todo el mundo para eliminar progresivamente su uso como resultado de la presión para adoptar prácticas menos confinadas.
Las tasas de mortalidad de las cerdas han ido aumentando en los Estados Unidos a causa de prolapso, lo que se ha atribuido a las prácticas de cría intensiva. Las cerdas producen un promedio de 23 lechones al año.

### Impacto en la salud humana
De acuerdo con los Centros para el Control y la Prevención de Enfermedades (CCPEEU) en Estados Unidos, las granjas en las que se crían animales de forma intensiva pueden causar reacciones sanitarias adversas en los trabajadores de las granjas. Los trabajadores pueden desarrollar enfermedades pulmonares agudas y crónicas, lesiones musculoesqueléticas y pueden contraer infecciones que se transmiten de los animales a los seres humanos. (como la tuberculosis).
Se utilizan pesticidas para controlar organismos considerados nocivos y los agricultores ahorran dinero al evitar las pérdidas de productos por plagas. En los EE. UU., alrededor de una cuarta parte de los plaguicidas utilizados se usan en casas, patios, parques, campos de golf y piscinas y alrededor del 70% se utilizan en la agricultura. Sin embargo, los plaguicidas pueden llegar al cuerpo de los consumidores, lo que puede causar problemas de salud, siendo una fuente de esto la bioacumulación en animales criados en granjas industriales.
"Los estudios han descubierto un aumento de las enfermedades respiratorias, neuroconductuales y mentales entre los residentes de las comunidades cercanas a las granjas industriales."
El CCPEEU escribe que los compuestos químicos, bacterianos y virales de los desechos animales pueden viajar por el suelo y el agua. Los residentes cerca de estas granjas reportan problemas como olores desagradables, moscas y efectos adversos para la salud.
El CCPEEU ha identificado una serie de contaminantes asociados con la descarga de residuos animales en ríos y lagos, y en el aire. El uso de antibióticos en el ganado puede crear patógenos resistentes a los antibióticos; los parásitos, las bacterias y los virus pueden propagarse; el amoníaco, el nitrógeno y el fósforo pueden reducir el oxígeno de las aguas superficiales y contaminar el agua potable; los pesticidas y las hormonas pueden causar cambios hormonales en los peces; los alimentos para animales y las plumas pueden impedir el crecimiento de las plantas deseables en las aguas superficiales y proporcionar nutrientes a los microorganismos causantes de enfermedades; los oligoelementos como el arsénico y el cobre, que son perjudiciales para la salud humana, pueden contaminar las aguas superficiales. 
La agricultura intensiva puede facilitar la evolución y la propagación de enfermedades nocivas. Muchas enfermedades animales transmisibles se propagan rápidamente a través de poblaciones de animales en situación del hacinamiento y hace más probable el reordenamiento genético. Sin embargo, las pequeñas granjas familiares son más propensas a introducir enfermedades de las aves y a asociarse más frecuentemente con las personas, como ocurrió en la pandemia de gripe 2009
En la Unión Europea, las hormonas de crecimiento están prohibidas sobre la base de que no hay forma de determinar un nivel seguro. El Reino Unido ha declarado que en el caso de que la UE aumente la prohibición en alguna fecha futura, para cumplir con un enfoque de precaución, sólo consideraría la introducción de hormonas específicas, probadas caso por caso. En 1998, la Unión Europea prohibió alimentar a los animales con antibióticos. Además, en 2006 la Unión Europea prohibió todos los medicamentos para el ganado que se utilizaban con fines de promoción del crecimiento. Como resultado de estas prohibiciones, los niveles de resistencia a los antibióticos en los productos animales y dentro de la población humana mostraron una disminución.
El comercio internacional de productos de origen animal aumenta el riesgo de transmisión mundial de enfermedades virulentas como peste porcina, y BSE.
En los Estados Unidos, el uso de antibióticos en el ganado sigue siendo frecuente. La FDA informa que el 80 por ciento de todos los antibióticos vendidos en 2009 fueron administrados al ganado, y que muchos de estos antibióticos son idénticos o están estrechamente relacionados con los medicamentos utilizados para el tratamiento de enfermedades en los seres humanos. En consecuencia, muchos de estos medicamentos están perdiendo su eficacia en los seres humanos, y los costos totales de atención médica asociados con las infecciones bacterianas resistentes a los medicamentos en los Estados Unidos son entre 16.600 y 26.000 millones de dólares anuales.
Se ha identificado en los cerdos y en los humanos el estafilococo áureo resistente a la meticilina (SARM) , lo que suscita preocupación sobre el papel de los cerdos como reservorios de SARM para la infección humana. Un estudio encontró que el 20% de los criadores de cerdos en los Estados Unidos y Canadá en 2007 albergaban (SARM). Un segundo estudio reveló que el 81% de las granjas de cerdos de los Países Bajos tenían cerdos con SARM y el 39% de los animales en el momento del sacrificio portaban el estafilococo, y que todas las infecciones eran resistentes a la tetraciclina y muchas eran resistentes a otros antimicrobianos.
Un estudio nacional de 2011 informó que casi la mitad de la carne y las aves de corral vendidas en las tiendas de comestibles de EE. UU. - 47 por ciento - estaba contaminada con estafilococo áureo, y más de la mitad de esas bacterias - 52 por ciento - eran resistentes a por lo menos tres clases de antibióticos. Aunque el estafilococo puede ser destruido con una cocción adecuada, todavía puede representar un riesgo para los consumidores a través de la manipulación inadecuada de los alimentos y la contaminación cruzada en la cocina. El autor principal del estudio dijo, "El hecho de que el S. aureus resistente a los medicamentos fuera tan frecuente, y probablemente provenga de los propios animales con que nos alimentamos, es preocupante, y exige atención a la forma en que los antibióticos se utilizan en la producción de alimentos de origen animal hoy en día."
En abril de 2009, los legisladores del estado mexicano de Veracruz acusaron a las operaciones porcinas y avícolas en gran escala de ser caldo de cultivo de una gripe porcina pandémica, aunque no presentaron pruebas científicas que apoyaran su afirmación. Una gripe porcina que mató rápidamente a más de 100 personas infectadas en esa zona, pudo haber comenzado en las proximidades de una filial porcina de Smithfield OCAA (operación de alimentación animal concentrada).

## El impacto ambiental
La agricultura industrial intensiva ha crecido hasta convertirse en la mayor amenaza para el medio ambiente mundial por la pérdida de servicios del ecosistema y el calentamiento global. Es uno de los principales impulsores de la degradación ambiental y pérdida de biodiversidad mundial. El proceso en el que se necesita cultivar alimentos para uso exclusivo de los animales suele realizarse mediante métodos intensivos que implican una cantidad significativa de fertilizante y pesticida. Esto a veces resulta en la contaminación del agua, el suelo y el aire por agroquímicos y desechos de estiércol, y el uso de recursos limitados como el agua y la energía a tasas insostenibles. La entomofagia es evaluada por muchos expertos[cita requerida] como una solución sostenible a la ganadería tradicional y, si se cultivara intensivamente a gran escala, causaría una cantidad mucho menor de daños ambientales. 
La producción industrial de cerdos y aves de corral es una fuente importante de emisiones de gases de efecto invernadero y se prevé que cada vez lo sea más. En las granjas intensivas de cerdos, los animales son generalmente mantenidos en suelos de cemento con rejillas para que el estiércol drene a través de ellas. El estiércol suele almacenarse en forma de purines (los purines son una mezcla líquida de orina y heces), que pueden llevar nitratos si se infiltran en los acuíferos. Durante el almacenamiento en la granja, los purines emiten metano y cuando el estiércol se esparce en los campos emite óxido nitroso y causa contaminación por nitrógeno de la tierra y el agua. El estiércol de las granjas industriales emite altos niveles de óxido nitroso y amoníaco.
Se producen grandes cantidades y concentraciones de residuos. La calidad del aire y las aguas subterráneas, especialmente por nitratos, corren peligro cuando los residuos animales se reciclan incorrectamente o no se reciclan.
Los impactos ambientales de la ganadería industrial incluyen:
- Deforestación para la producción de alimentos para animales
- Presión insostenible sobre la tierra para la producción de piensos de alto contenido proteínico y energético
- Fabricación y utilización de plaguicidas, herbicidas y fertilizantes para la producción de piensos
- Uso insostenible del agua para cultivos de alimentos, incluida la extracción de agua subterránea
- Contaminación del suelo, el agua y el aire por el nitrógeno y el fósforo de los fertilizantes utilizados para los cultivos de alimentos y el estiércol.
- Degradación de la tierra (reducción de la fertilidad, compactación del suelo, aumento de la salinidad, desertificación)
- Pérdida de biodiversidad debido a la eutrofización, acidificación del agua dulce, pesticidas y herbicidas.
- Reducción mundial de la diversidad genética del ganado y pérdida de las razas tradicionales
- Extinción de especies debido a la destrucción del hábitat relacionado con la ganadería (especialmente los cultivos de alimentos)

## Trabajo en la cría intensiva
Los pequeños productores suelen ser absorbidos por las granjas industriales, actuando como criadores por contrato para las instalaciones industriales. En el caso de los productores avícolas por contrato, los criadores deben hacer inversiones costosas en la construcción de cobertizos para albergar a las aves, comprar los piensos y los medicamentos necesarios, y a menudo se conforman con unos márgenes de beneficio reducidos, o incluso con pérdidas.
Las investigaciones han demostrado que muchos trabajadores inmigrantes de las granjas industriales (CAFO) en los Estados Unidos reciben poca o ninguna capacitación específica para su trabajo o información sobre seguridad y salud en relación con los peligros asociados a estos trabajos.
Los trabajadores con un dominio limitado del inglés tienen muchas menos probabilidades de recibir cualquier tipo de capacitación relacionada con el trabajo, ya que a menudo sólo se imparte en inglés. Como resultado, muchos trabajadores no perciben su trabajo como peligroso. Esto provoca un uso inconsistente del equipo de protección personal (EPP) y puede dar lugar a accidentes y lesiones en el lugar de trabajo. Además, es menos probable que los trabajadores inmigrantes informen sobre cualquier peligro o lesión en el lugar de trabajo. 

### Concentración del mercado
La mayor concentración de la parte industrial se produce en la fase de sacrificio y procesamiento de la carne, con sólo cuatro empresas que sacrifican y procesan el 81 por ciento de las vacas, el 73 por ciento de las ovejas, el 57 por ciento de los cerdos y el 50 por ciento de los pollos.[cita requerida]   Esta concentración en la fase de sacrificio puede deberse en gran parte a los obstáculos reglamentarios que pueden dificultar financieramente la construcción, el mantenimiento o la permanencia de pequeñas plantas de sacrificio. La ganadería industrial puede no ser más beneficiosa para los productores de ganado que la ganadería tradicional porque parece contribuir a la sobreproducción que hace bajar los precios. Mediante "contratos a plazo" y "acuerdos de comercialización", los comercializadores de carne pueden fijar el precio del ganado mucho antes de que estén listos para la producción. Estas estrategias a menudo hacen que los agricultores pierdan dinero, como la mitad de todas las operaciones de agricultura familiar de EE. UU. lo hicieron en 2007.
En 1967, había un millón de granjas de cerdos en América; en el 2002, había 114.000.: 29 
A muchos de los productores de ganado de la nación les gustaría comercializar el ganado directamente a los consumidores, pero con las limitadas instalaciones de sacrificio inspeccionadas por el USDA, el ganado criado localmente no puede ser normalmente sacrificado y procesado localmente.

## Movilizaciones y declaraciones
De 2011 a 2014 cada año entre 15.000 y 30.000 personas se reunieron bajo el tema ¡Estamos hartos! en Berlín para protestar contra la producción ganadera industrial.

En 2022 Jane Goodall, etóloga inglesa y Premio Princesa de Asturias de Investigación Científica y Técnica 2003, pidió, en relación con las macrogranjas, que España liderase su prohibición.